# Nemacheilus obscurus
Nemacheilus obscurus är en fiskart som beskrevs av Smith, 1945. Nemacheilus obscurus ingår i släktet Nemacheilus och familjen grönlingsfiskar. Inga underarter finns listade i Catalogue of Life.